# Junger Pionier (Schiff, 1898)
Der Raddampfer Junger Pionier wurde 1898 als letztes Schiff in der Schiffswerft Blasewitz gebaut. Das Schiff wurde unter dem Namen Karlsbad mit der Baunummer 43 auf Kiel gelegt. Da es sich bei Karlsbad um einen tschechischen Ort handelt, wurde es 1946 umbenannt und erhielt als drittes Schiff den Namen Sachsen und 1951 den Namen Junger Pionier. Das Schiff wurde 2001 abgewrackt.

## Die Zeit nach der Indienststellung bis 1945

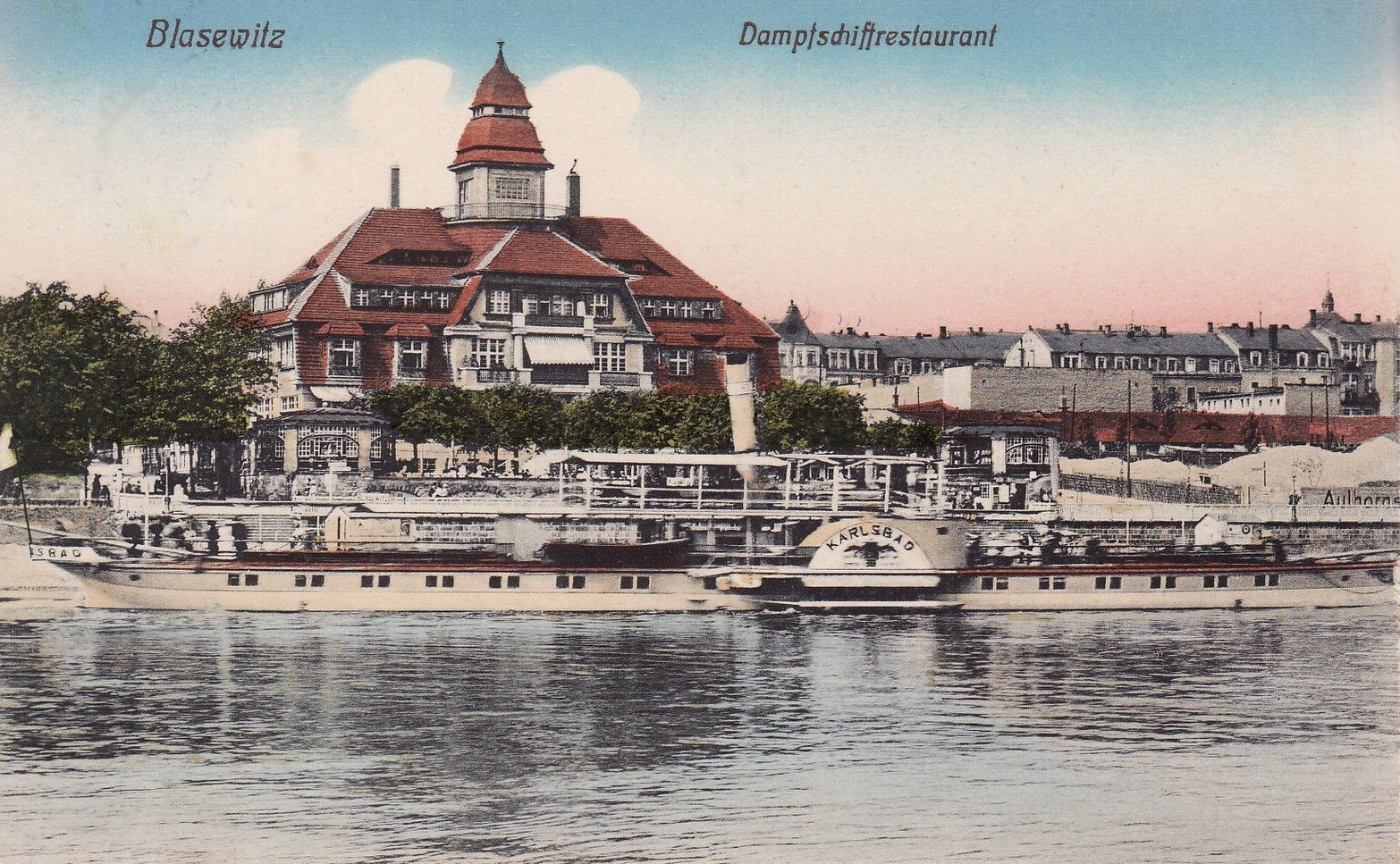
Raddampfer Karlsbad in Blasewitz

Nach der Indienststellung als Oberdeckdampfer im Jahr 1898 fuhr das Schiff bis 1923 für die Sächsisch-Böhmische Dampfschiffahrts-Gesellschaft (SBDG). Nach der Einstellung des Geschäftsbetriebes fuhr das Schiff für die 1923 neu gegründete Sächsisch-Böhmische Dampfschiffahrt, Aktiengesellschaft (SBDA). Der ab 1926 übliche weiße Anstrich der Schiffe brachte ihr den Namen Weiße Flotte ein.
Das Schiff war schon mit einer Dampfsteuermaschine ausgerüstet. Gebaut wurde sie von der Schiffswerft Übigau der Deutschen Elbschiffahrts-Gesellschaft, Kette mit der Fabrik-Nr. 209.
Die Schaufeln des Schaufelrades waren 10 cm breiter als bei den anderen Schiffen. Dadurch war das nur mit Plätzen der 1. Klasse ausgestattete Schiff sehr schnell. Im Jahr 1909 erhielt es eine elektrische Anlage.
Im Winter 1927/28 erfolgte der Ausbau der Radkästen, um Platz für den Einbau von Toiletten zu schaffen. In diesem Zuge erhielt das Schiff auch den weißen Anstrich.

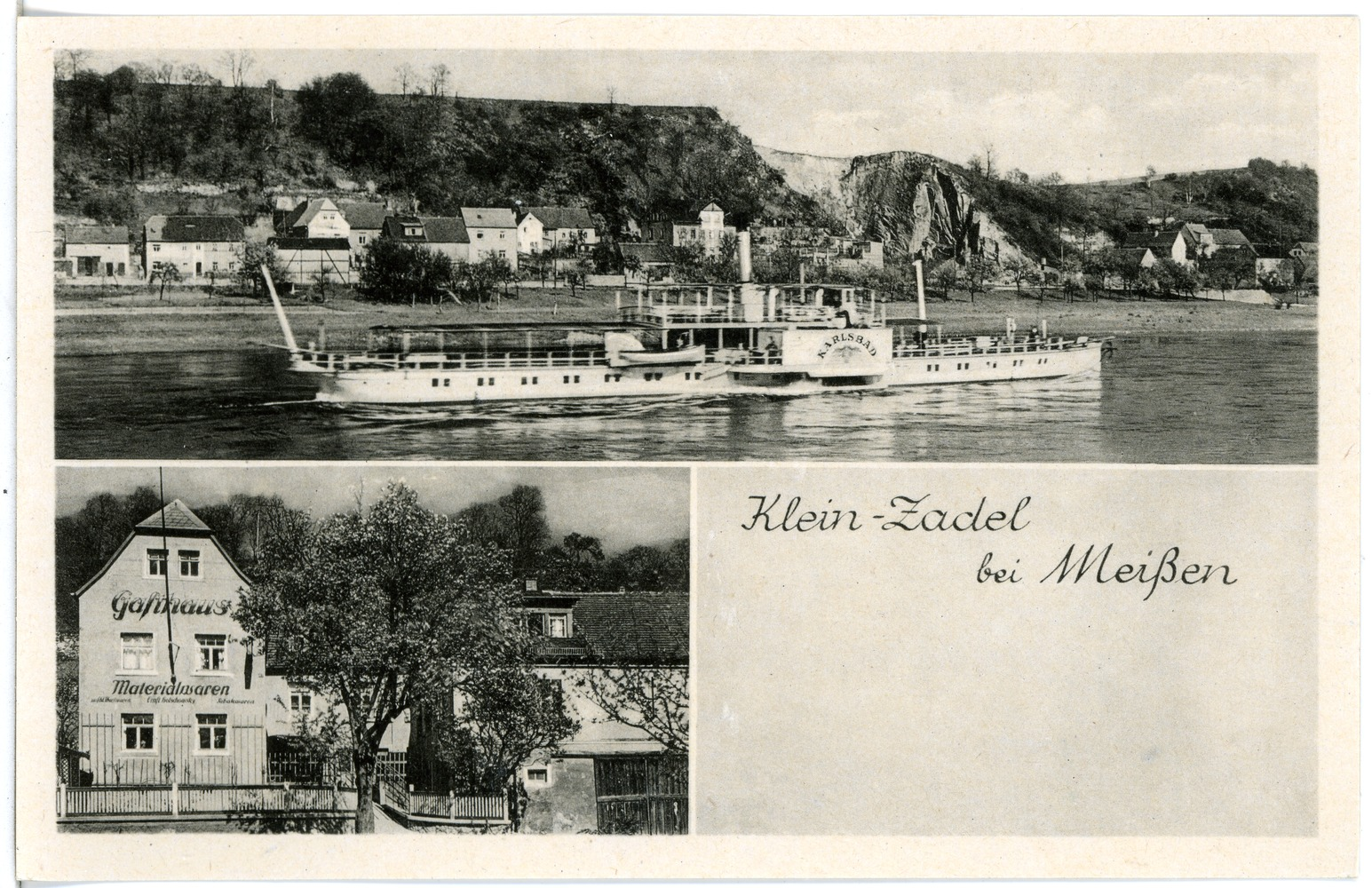
Raddampfer Karlsbad in Klein-Zadel

Am 20. August 1941 kollidierte die Karlsbad mit dem Raddampfschlepper Sachsen der Neuen Deutsch-Böhmischen Elbeschiffahrt AG (NDBE). Bei diesem Unfall wurde der linke Radkasten der Karlsbad abgerissen. Es gab mehrere Schwerverletzte.
Im Zweiten Weltkrieg erhielten die Karlsbad wie andere Schiffe der Gesellschaft einen Tarnanstrich. Sie wurde dann bis 1945 außer Dienst gestellt.

## Die Zeit nach 1945

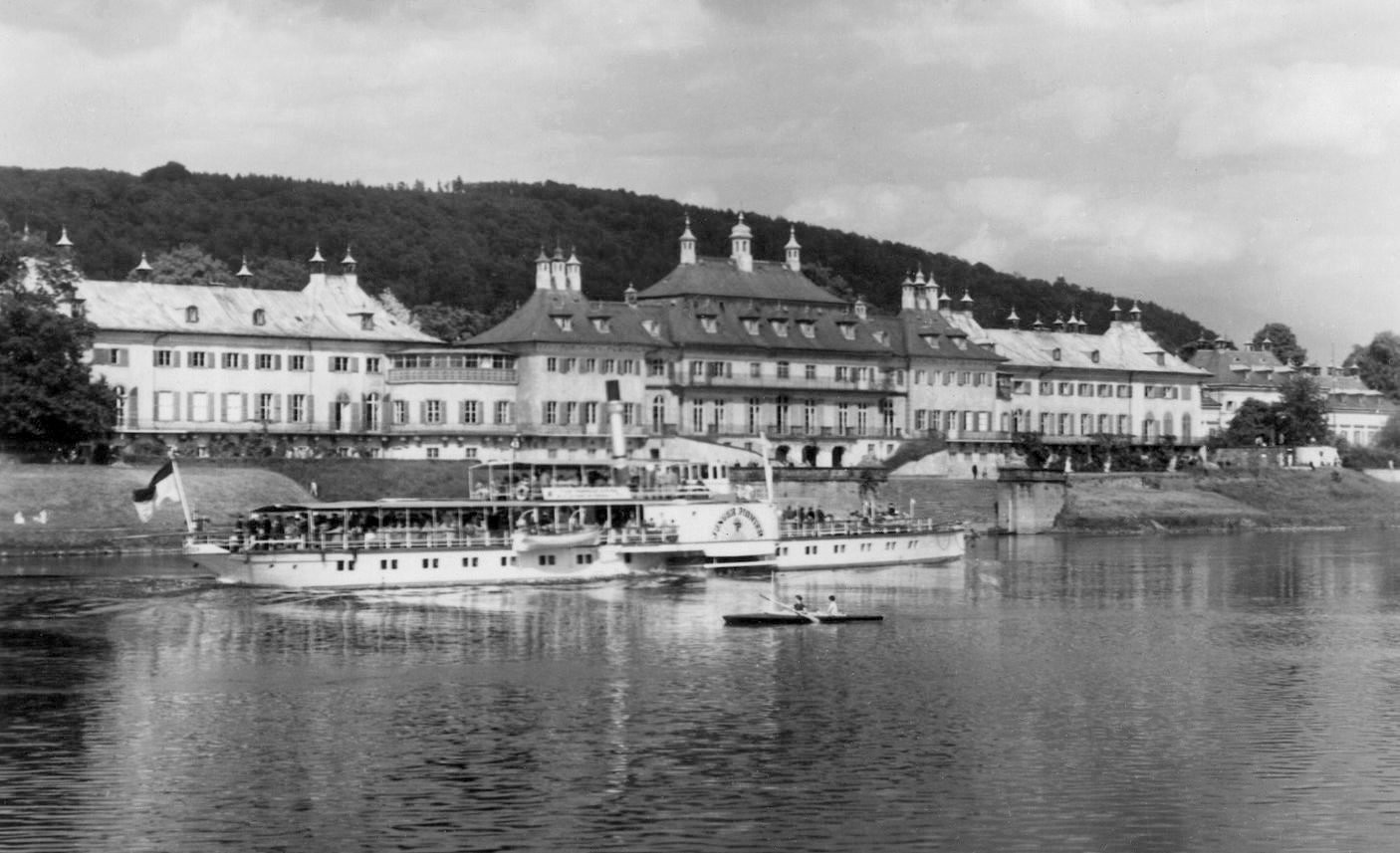
Raddampfer Junger Pionier in Pillnitz, 1955

Raddampfer Junger Pionier im Juni 1995 an dem Liegeplatz im Neustädter Hafen

Die SBDA wurde am 1. Februar 1947 in Volkseigentum überführt und erhielt den Namen VEB Elbeschiffahrt Sachsen. Von 1950 bis 1957 gehörte sie zum VEB Deutsche Schiffahrts- und Umschlagszentrale (DSU). Nach deren Auflösung entstand 1957 der VEB Fahrgastschiffahrt und Reparaturwerft Dresden und ab 1967 der VEB Fahrgastschiffahrt Dresden.
Im Jahr 1946 wurde das Schiff in Sachsen umbenannt. Es war das dritte Schiff mit diesem Namen. 1947 wurden Schiff und Maschine überholt. Zum Saisonauftakt 1951 wurde das Schiff am 22. April in Junger Pionier umbenannt. 1960 erhielt das Schiff eine neue elektrische Beleuchtung. 1964 wurden das Kesselhaus verlängert sowie Kessel und Maschine einer Großreparatur unterzogen. 1967 musste der Backbordradkasten und 1970 der Steuerbordradkasten erneuert werden. 1970 erhielt das Schiff auch ein neues Steuerhaus und ein neues Oberdeck.
1976/77 lag das Schiff erneut zur Kesselreparatur in der Werft. Der alte Kessel wurde verschrottet. Es erhielt den Dampfkessel des am 4. Februar 1977 in der Schiffswerft in Aken abgewrackten Dampfschleppers Sura des VEB Binnenreederei Berlin.
Am Ende der Saison 1988 wurde das Schiff außer Dienst gestellt und im Neustädter Hafen in Dresden aufgelegt. Am 16. Oktober 1995 wurde es dann von der Meissen zur Laubegaster Werft geschleppt und hier an Land aufgelegt. Auf der Werft feierte das Schiff im Jahr 1998 als dreizehntes Schiff sein 100-jähriges Dienstjubiläum. Da an dem Schiff kein Bedarf bestand, sollte es wieder aufgebaut und verchartert werden. Allerdings wurden diese Pläne nicht realisiert.
Nachdem sich kein Käufer gefunden hatte, sollte das Schiff Anfang 2001 nach Roßlau in die dortige Schiffswerft geschleppt werden. Aufgrund des schlechten Zustandes des Schiffsrumpfes wurde dazu allerdings keine Genehmigung erteilt. Daraufhin wurde die Junger Pionier im Oktober 2001 abgewrackt. Die Dampfmaschine wurde mit dem kompletten Maschinenraum in der Roßlauer Werft eingelagert. Auch die Schaufelräder und andere wiederverwertbare Teile wurden für einen eventuellen Wiederaufbau konserviert und eingelagert. Der Bug des Schiffes befindet sich in der Ausstellung Schifffahrt des Verkehrsmuseums Dresden.
Im Jahr 2005 wurde die Kurbelwelle des Schiffes in die Maschine der Pirna eingebaut.

## Die Dampfmaschine
Die Dampfmaschine ist eine oszillierende Hochdruck-Zweizylinder-Verbund-Dampfmaschine mit Einspritzkondensation. Gebaut wurde sie von der Schiffswerft Übigau der Deutschen Elbschiffahrts-Gesellschaft, Kette, mit der Fabrik-Nr. 205. Die Leistung betrug 145 PSi. Über den zuletzt eingebauten Dampfkessel ist nichts bekannt.

## Kapitäne des Schiffes
- Friedrich Eduard Kunze 1899–1911
- Otto Ernst Wilhelm Rüdrich 1912–1918
- Karl August Kunze 1919
- Otto Ernst Wilhelm Rüdrich 1920